# Новосёлки (Новосёлковский сельсовет, Кобринский район)
Новосёлки (бел. Навасёлкі) — агрогородок в Кобринском районе Брестской области Белоруссии. Входит в состав Новосёлковского сельсовета.
По данным на 1 января 2016 года население составило 669 человек в 287 домохозяйствах.
В агрогородке расположены почтовое отделение, средняя школа, Дом культуры, участковая больница и три магазина.

## География
Агрогородок расположен на западном берегу реки Тростяница, в 25 км к югу от города и станции Кобрин и в 71 км к востоку от Бреста.

## История
Населённый пункт известен с 1563 года по упоминанию новосельских бояр, в 1567 году имение принадлежало С. Страхорскому. В разное время население составляло:
- 1999 год: 400 хозяйств, 926 человек
- 2009 год: 759 человек
- 2016 год[2]: 287 хозяйств, 669 человек
- 2019 год[1]: 605 человек

## Культура
Музей ГУО "Новоселковская средняя школа"

## Достопримечательность
- Церковь Святого Михаила Архангела (1881) —  Историко-культурная ценность Республики Беларусь, шифр 113Г000440. Является памятником ретроспективного русского зодчества.
- Памятник землякам (1965)
- Памятник участникам революционного выступления крестьян 1933 года (1967)
- Памятник В. И. Ленину
- Братская могила советских воинов

## Галерея

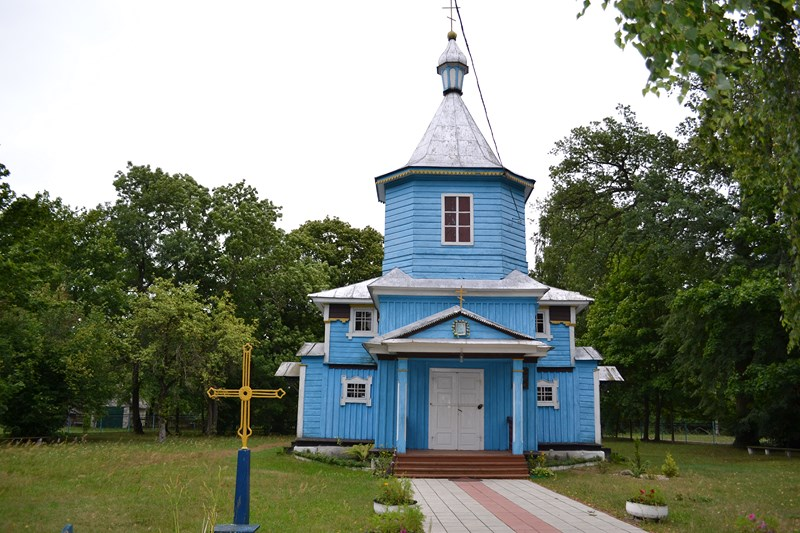
Михайловская церковь
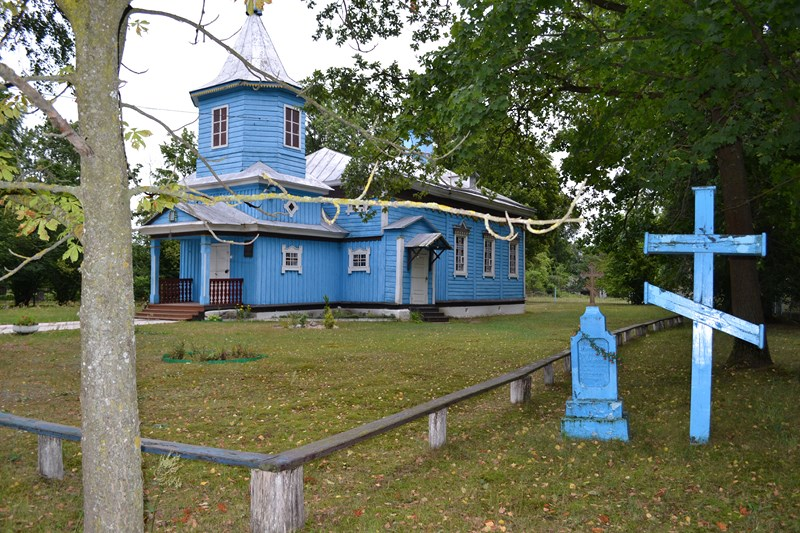
Михайловская церковь
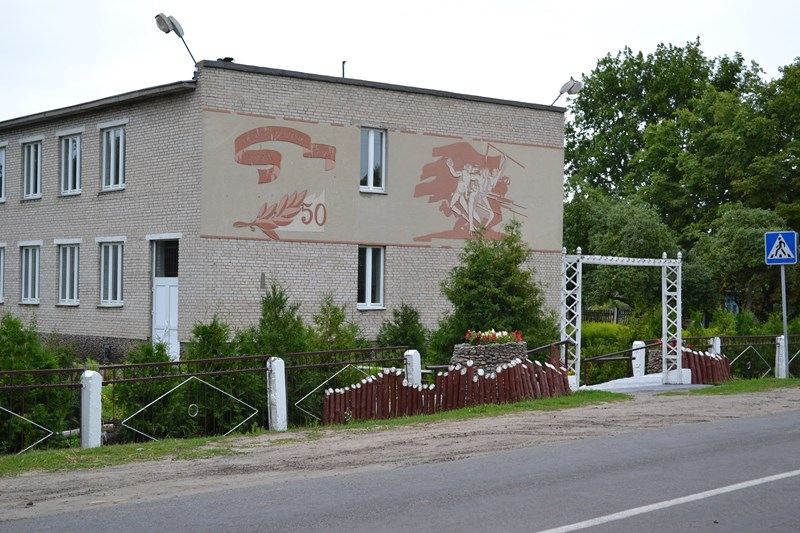
Барельеф на школе в честь крестьянского выступления
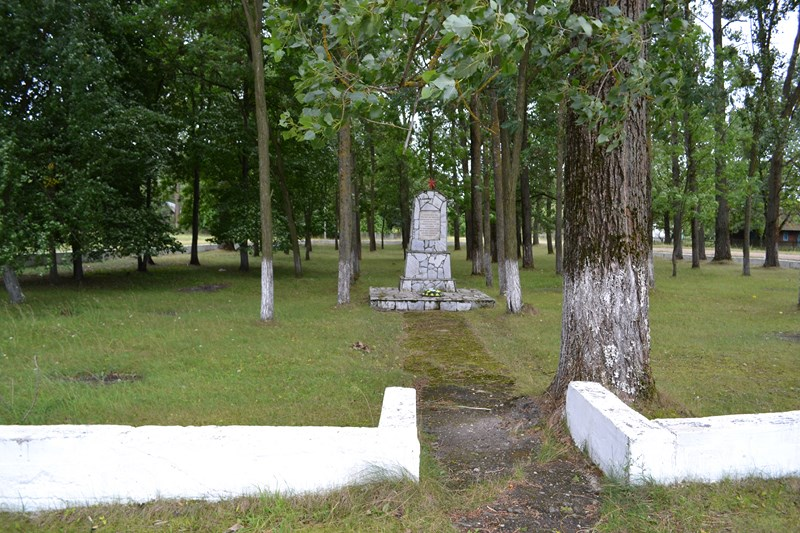
Памятник в честь крестьянского выступления